# Subdivision de la république démocratique du Congo
 (avril 2019).
Si vous disposez d'ouvrages ou d'articles de référence ou si vous connaissez des sites web de qualité traitant du thème abordé ici, merci de compléter l'article en donnant les références utiles à sa vérifiabilité et en les liant à la section « Notes et références ».
 (avril 2019).
 (mai 2025).

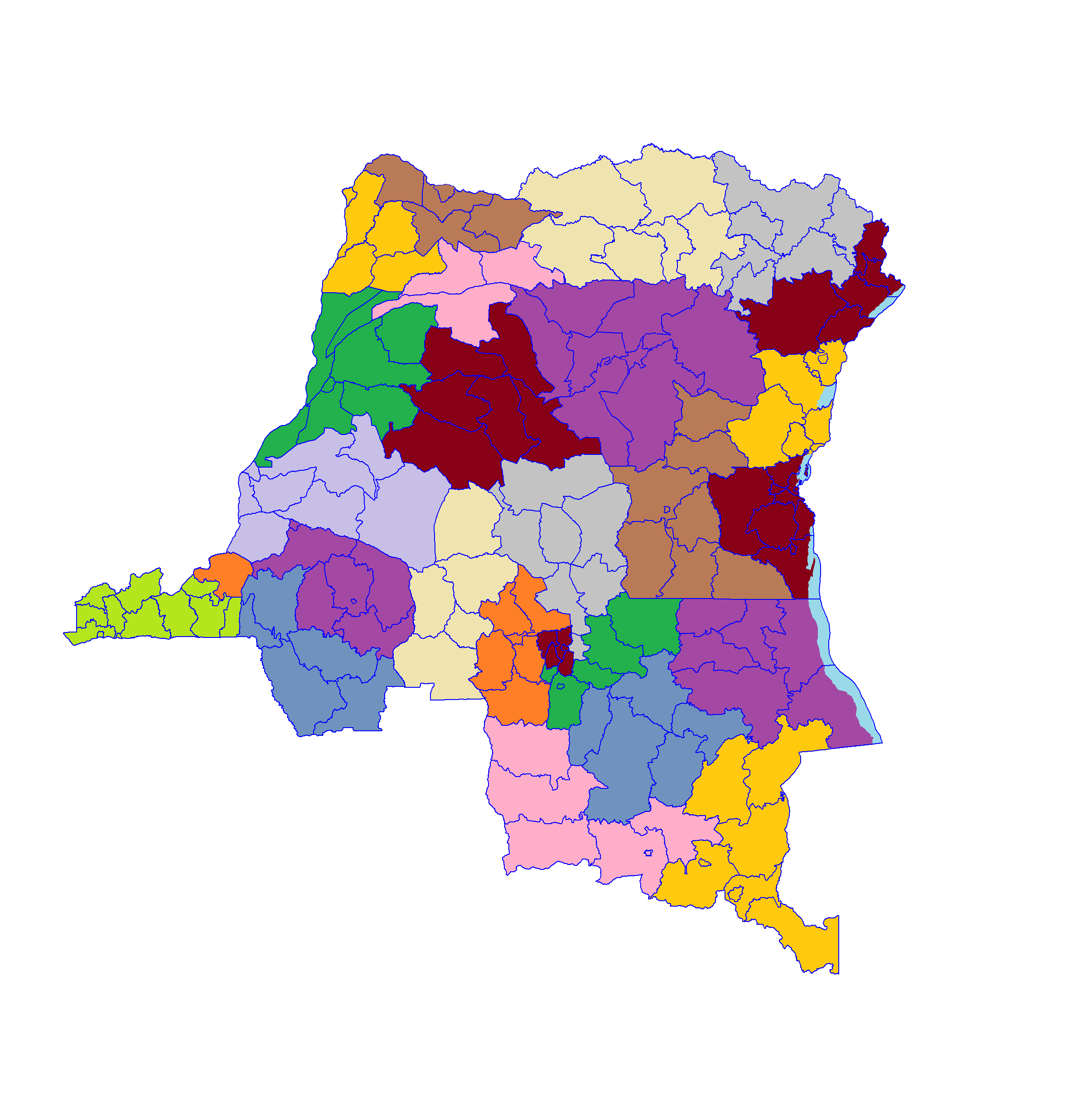
Carte des provinces de la RDC et de leurs territoires, en 2017.

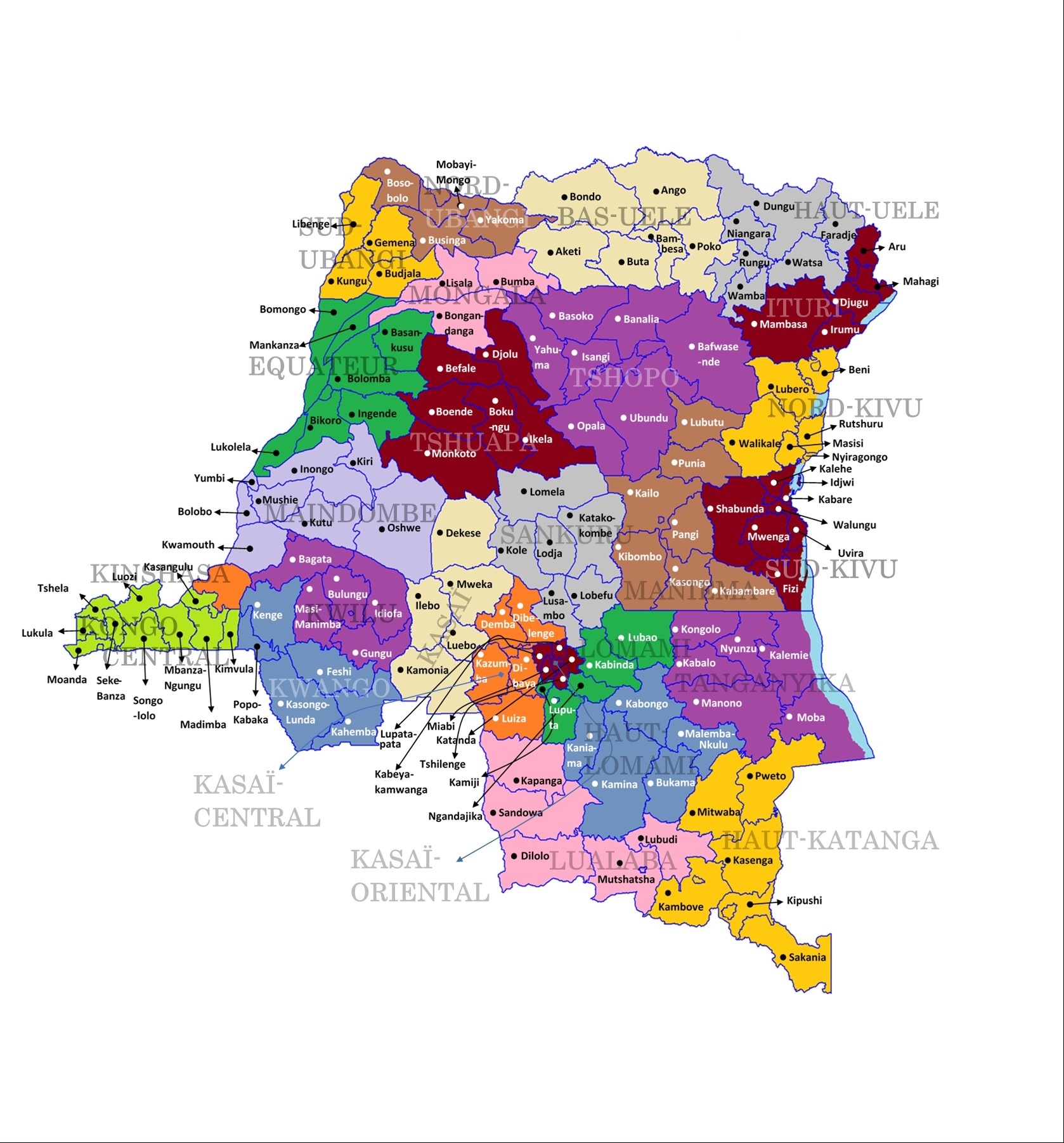
Carte administrative des territoires de la RDC par province, en 2024.

Cet article répertorie les subdivisions de la république démocratique du Congo.
Depuis 2015, les provinces sont au nombre de vingt-six, et divisés en villes et territoires. Les cités, communes et districts n'ont pas été maintenus dans le cadre de la décentralisation.

## Structure administrative
La structure administrative du pays est ainsi constituée :
- le pays est divisé en 26 provinces, dont la ville-province de Kinshasa ;
  - les 25 provinces hors Kinshasa sont divisées en villes et territoires ;
    - les 35 villes sont divisées en 137 communes urbaines ;
    - les 145 territoires sont divisés en 174 communes rurales, 471 secteurs et 264 chefferies ;
      - secteurs et chefferies sont divisées en 5 908 groupements ;

  - la ville-province de Kinshasa est divisée en 24 communes, elle compte 21 groupements.

La disparition du district et de la cité résulte du découpage du territoire national en 25 provinces, effectif en 2015:
- la province est dirigée par un gouverneur ;
- la commune est dirigée par un bourgmestre ;
- le territoire est dirigé par un administrateur de territoire. Le territoire porte généralement le nom de sa principale localité ;
- la ville est dirigée par un maire.

## Territoires

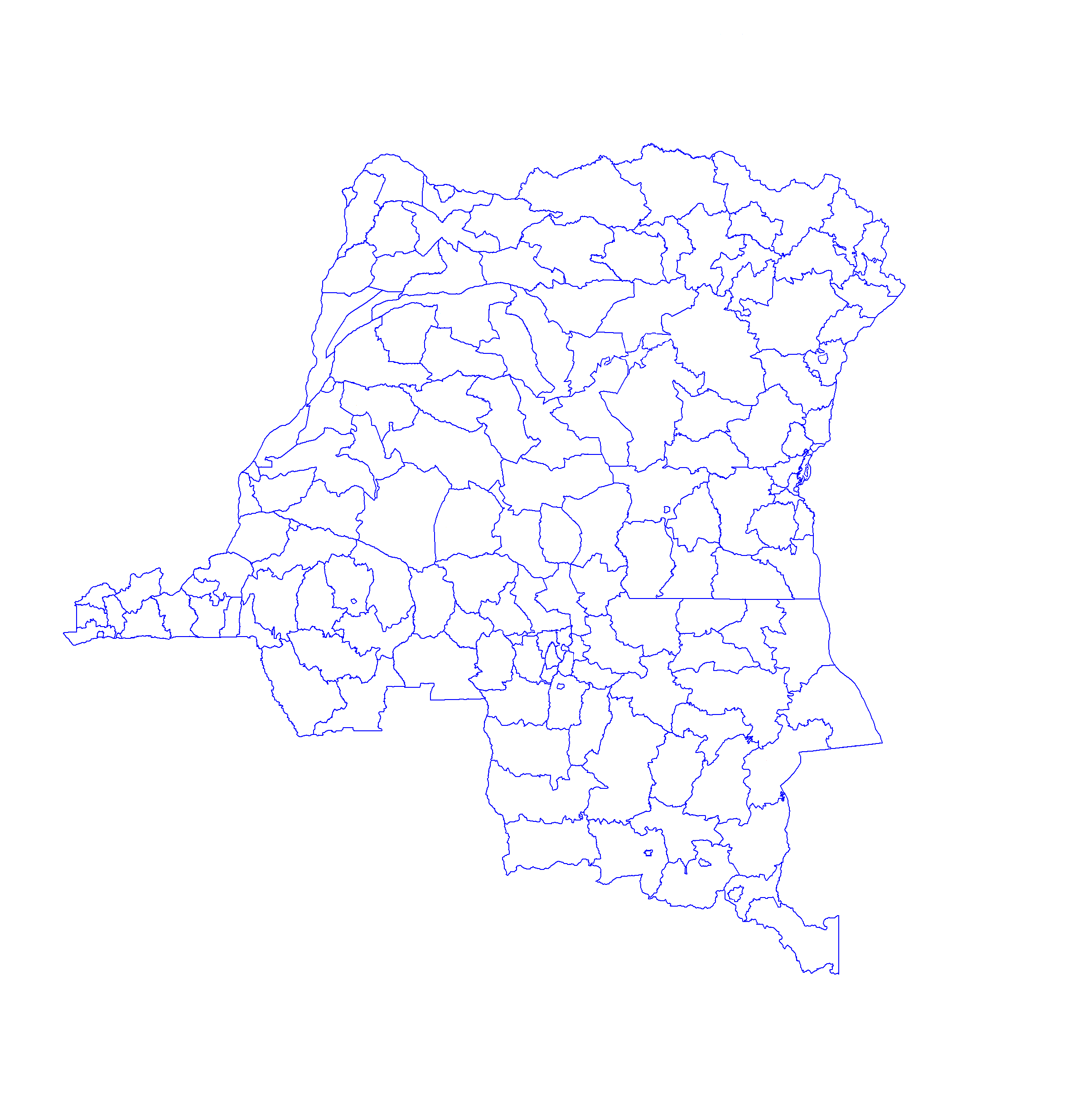
Carte des territoires de la RDC

Le pays compte 145 territoires en 2018.

## Villes
En 2019, on dénombre 35 villes.

## Communes
La république démocratique du Congo compte 311 communes dans les villes et territoires en 2018.

## Hiérarchie administrative en république démocratique du Congo avant 2015
Avant 2015 :
- Province (anciennement « Région »)
  - Mairie (Région urbaine)
    - Ville
      - Commune ou Groupement incorporé (anciennement « zone urbaine »)
        - Quartier

  - Territoriale (Région rurale)
    - District (anciennement « Sous-région »)
      - Territoire (anciennement « zone rurale »)
        - Cité
          - Quartier

        - Chefferie (anciennement « Collectivité chefferie ») ou Secteur
          - Groupement
            - Village
- La province est dirigée par un Gouverneur.
- La commune est dirigée par un Bourgmestre.
- Le territoire est dirigé par un Administrateur de territoire. Le territoire porte généralement le nom de sa principale localité.
- La ville est dirigée par un maire.

## Bandundu

### Villes et leurs communes
- Ville de Bandundu
  - Basoko
  - Disasi
  - Mayoyo

- Ville de Bolobo
  - Bolobo
  - Moseno
  - Nge-Bolobo

- Ville de Bulungu
  - Kabangu
  - Kwilu
  - Lukonzi

- Ville de Dibaya-Lubue
  - Ipala
  - Tshenza
  - Ndambu

- Ville de Gungu
  - Congo (Gungu)
  - Kakobola
  - Kwilu (Gungu)
  - Lukwila

- Ville de Idiofa
  - Idiofa
  - Manding
  - Musanga l'Afrique

- Ville de Inongo
  - Bonse
  - Mpolo
  - Mpongonzoli

- Ville de Kahemba
  - Kwilu
  - Lutshima
  - Ntshakal

- Ville de Kasongo-Lunda
  - Imona
  - Kituadi
  - Kumbila

- Ville de Kenge
  - Cinq Mai
  - Laurent Désiré Kabila
  - Manonga
  - Masikita
  - Mavula

- Ville de Kikwit
  - Kazamba
  - Lukemi
  - Lukolela
  - Nzida

- Ville de Mangai
  - Isabo
  - Menki

- Ville de Masi-Manimba
  - Bibembo
  - Kangamiese
  - Lukuala

- Ville de Nioki
  - Monga Nkolo
  - Nioki

### Districts et leurs territoires
- District du Kwango
  - Feshi
  - Kahemba
  - Kasongo-Lunda
  - Kenge
  - Popokabaka
- District du Kwilu
  - Bagata
  - Bulungu
  - Gungu
  - Idiofa
  - Masi-Manimba
- District du Mai-Ndombe
  - Inongo
  - Kiri
  - Kutu
  - Oshwe
- District des Plateaux
  - Bolobo
  - Kwamouth
  - Mushie
  - Yumbi

## Kongo central

### Villes et leurs Communes
- Ville de Bangu
  - Kimpese
  - Vampa
  - Lukala

- Ville de Boma
  - Kabondo
  - Kalamu
  - Nzadi
  - Territoire de Moanda

- Ville d'Inkisi
  - Kintanu
  - Kisantu

- Ville de Kasangulu
  - La Gare
  - Kasangulu

- Ville de Lukula
  - Lukula
  - Nsionie

- Ville de Matadi
  - Matadi
  - Mvuzi
  - Nzanza

- Ville de Mbanza-Ngungu
  - Ngungu
  - Noki

- Ville de Muanda
  - Mamputu
  - Muanda

- Ville de Tshela
  - Kasa-Vubu
  - Luvu
  - Tshela

### Districts et leurs territoires
- District du Bas-fleuve
  - Lukula
  - Seke-Banza
  - Tshela
- District des Cataractes
  - Luozi
  - Mbanza-Ngungu
  - Songololo
- District de la Lukaya
  - Kasangulu
  - Kimvula
  - Madimba

## Équateur

### Villes et leurs communes
- Ville de Basankusu
  - Baenga
  - Basankusu

- Ville de Boende
  - Boende
  - La Tshwapa

- Ville de Bumba
  - Budja
  - Ebonda
  - Lokole (commune)
  - Molua (commune)
  - Monama

- Ville de Gemena
  - Mont Gila
  - Gbazubu
  - Labo
  - Lac-Ntumba

- Ville de Gbadolite
  - Gbadolite
  - Molegbe
  - Nganza

- Ville de Lisala
  - Mongala
  - Bolikango

- Ville de Mbandaka
  - Mbandaka
  - Wangata

- Ville de Mobayi-Mbongo
  - Nwange
  - Ngugbi

- Ville de Zongo
  - Nzulu
  - Wango

### Districts et leurs territoires
- District de l'Équateur
  - Basankusu
  - Bolomba
  - Bomongo
  - Ingende
  - Bikoro
  - Makanza
  - Lukolela
- District du Nord-Ubangi
  - Businga
  - Bosobolo
  - Mobayi-Mbongo
  - Yakoma
- District du Sud-Ubangi
  - Budjala
  - Gemena
  - Kungu
  - Libenge
- District de la Mongala
  - Bumba
  - Bongandanga
  - Lisala
- District de la Tshuapa
  - Befale
  - Boende
  - Bokungu
  - Djolu
  - Ikela
  - Monkoto

## Province orientale

### Villes et leurs communes
- Ville d’Aba
  - Laskuri
  - Sambali
  - Zungbi

- Ville d’Aketi
  - ltimbiri
  - Ngbongade
  - Tinda

- Ville d’Ariwara
  - Abbé Gonzalves
  - Apaa
  - Djaudjau
  - Raoul Aliti

- Ville d’Aru
  - Abaa
  - Autsai
  - Essefe
  - Pete

- Ville de Basoko
  - Bandole
  - Bandu-Lokutu
  - Lokumet
  - Nzombo

- Ville de Bondo
  - Bondo
  - Uele
  - Zagili

- Ville de Bunia
  - Nyakasanza
  - Mbunya
  - Shari

- Ville de Buta
  - Ba bade
  - Dobea
  - Finant
  - Tepatondele

- Ville de Dingila
  - Bambili
  - Dingila
  - Tobola

- Ville de Dungu
  - Bamokandi
  - Dungu-Uye
  - Ngilima

- Ville d’Ingbokolo
  - Adi
  - Arie
  - Kumuru-Ezorili

- Ville d’Isangi
  - du Fleuve
  - Isangi
  - Lomami
  - Loolo

- Ville d’Isiro
  - Ku pa
  - Mambaya
  - Mendambo

- Ville de Kisangani
  - Lubunga
  - Makiso
  - Mangobo
  - Tshopo
  - Kabondo
  - Kisangani

- Ville de Mahagi
  - Kwonga
  - Mamba
  - Ridha

- Ville de Mongwalu
  - Mongbalu
  - Musaba
  - Plito-Yalala

- Ville de Wamba
  - Anoalite
  - Nepoko
  - Wamba

- Ville de Watsa
  - Gandza
  - Kibali
  - Mangoro
  - Mongali

- Ville de Yangambi
  - Ekutsu
  - Lusambila
  - Manzikala

### Districts et leurs territoires
- District du Bas-Uele
  - Aketi
  - Ango
  - Banbesa
  - Bondo
  - Buta
  - Poko
- District du Haut-Uele
  - Dungu
  - Faradje
  - Niangara
  - Rungu
  - Wamba
  - Watsa
- District de l'Ituri
  - Aru
  - Djugu
  - Irumu
  - Mahagi
  - Mambasa
- District de la Tshopo
  - Bafwasende
  - Banalia
  - Basoko
  - Isangi
  - Opala
  - Ubundu
  - Yahuma

## Kasaï-Occidental

### Villes et leurs communes
- Ville d’Ilebo
  - Bembe
  - Kasai
  - Lutshwadi
  - Puntsha

- Ville de Kananga
  - Nganza
  - Katoka
  - Ndesha
  - Lukonga
  - Kananga

- Ville de Lwebo (ou Luebo)
  - Bipatu
  - Kasenga
  - Lwebo

- Ville de Tshikapa
  - Dibumba I
  - Dibumba II
  - Kanzala
  - Mabondo
  - Mbumba

- Ville de Tshimbulu
  - Lukula
  - Tshimakaka

### Districts et leurs territoires
- District du Kasaï
  - Dekese
  - Ilebo
  - Kamonia
  - Luebo
  - Mweka
- District de la Lulua
  - Demba
  - Dimbelenge
  - Dibaya
  - Kazumba
  - Lwiza

## Kasaï-Oriental

### Villes et leurs communes
- Ville de Bena-Dibele
  - Bena-Dibele
  - Lowele

- Ville de Kabinda
  - Kabondo
  - Kabuela-Buela
  - Kajiba
  - Mudingayi

- Ville de Lodja
  - Lumumba
  - Lokenye
  - Londa
  - Nganga
  - Shapembe
  - Esenge
  - Okitandeke

- Ville de Lubao
  - Kangoy
  - Lomami
  - Lumumba
  - Kisumpa

- Ville de Lukalaba
  - Monza (Lukalaba)
  - Nsangu
  - Katoto

- Ville de Lumumbaville
  - Wembo-Nyama
  - Ewango

- Ville de Lusambo
  - Lumpembe
  - Lusambo (commune)
  - Kabondo (Lusambo)
  - Tusuanganyi

- Ville de Mbuji-Mayi
  - Bipemba
  - Dibindi
  - Kanshi
  - Diulu
  - Muya

- Ville de Mbuy-a-Tshow
  - Mukukuyi
  - Lokombo
  - Mumvuyi
  - Tshibiayi

- Ville de Miabi
  - Miabi
  - Lukunza
  - Nyinyiki

- Ville de Mwene-Ditu
  - Bondoyi
  - Musadi
  - Mwene-Ditu

- Ville de Ngandajika
  - Kalumbanda-Tshioji
  - Lunga
  - Kabanda

- Ville de Tshilenge
  - Kampatshi
  - Tshikalenga
  - Inga

- Ville de Tshumbe
  - Okitongombe
  - Otete

### Communes
En juin 2013, le statut de Commune est conféré à 30 agglomérations et cités de la province du Kasaï oriental:
Balungu, Baya, Ebonbo, Kabimba, Kalenda, Kalenda-Kashila, Kalunda-Musoko, Kamana, Kamende, Kamiji-Tshisangu, Kasekeyi, Katende, Kakula, Lusuku, Mpanya-Mutombo, Munkamba, Munyenge, Mwanuayi, Pengie, Tshiabut, Wikong, Katako-Kombe, Katanda, Bena-Nkuna, Kole, Lomela-Oiua, Lubefu, Malange, Tshishimbi, Kutshiakoyi.

### Districts et leurs territoires
- District de Kabinda
  - Gandajika
  - Kabinda
  - Kamiji
  - Lubao
  - Luilu

- District de la Sankuru
  - Katako-Kombe
  - Kole
  - Lodja
  - Lomela
  - Lubefu
  - Lusambo

- District de Tshilenge
  - Kabeya-Kamwanga
  - Katanda
  - Lupatapata
  - Miabi
  - Tshilenge

## Kinshasa
- voir liste des communes de Kinshasa

## Maniema

### Villes et leurs communes
- Ville de Kalima
  - Kamisuku
  - Luzelukulu
  - Ulindi

- Ville de Kasongo
  - Kasongo
  - Lamba
  - Musukuyi
  - Tongoni

- Ville de Kindu
  - Kasuku
  - Mikelenge
  - Alungili

- Ville de Lubutu
  - Lubilinga
  - Aluza

- Ville de Namoya
  - Kama
  - Byeng
  - Longwe

- Ville de Punia
  - Obea
  - Basenge
  - Amanyombo

### Territoires
- Kabambare
- Kaïlo
- Kasongo
- Kibombo
- Lubutu
- Pangi
- Punia

## Nord-Kivu

### Villes et leurs communes
- Ville de Beni
  - Beu
  - Bungulu
  - Ruwenzori
  - Muhekera

- Ville de Butembo
  - Bulengera
  - Kimemi
  - Mususa
  - Vulamba

- Ville de Goma
  - Goma
  - Karisimbi

- Ville de Luholu-Kirumba
  - Kayna
  - Kirumba
  - Luofu
  - Mighobwe

- Ville d’Oïcha
  - Asefu
  - Mamundiona
  - Mbimbi
  - Eringeti

- Ville de Rutshuru
  - Buzito
  - Katemba
  - Kiringa
  - Mabungo

### Communes
En juin 2013, le statut de Commune est conféré à 32 agglomérations et cités de la Province du Nord Kivu:
Bambo, Bulongo, Hombo Nord, Kanyabayonga, Kaseghe, Kasindi, Kibirizi, Kibumba, Kilambo, Kipese, Kirumbu, Kitsobiro, Kyondo, Lubero, Lume, Luoto, Mangina, Masereka, Masisi, Mubi, Ndjingala, Ngungu, Njiapanda, Nyamilima, Nyamitaba, Nyanzale, Pinga, Pinga-Bushimbo, Rubaya, Sake, Tshengerero, Walikale.

### Territoires
- Beni
- Lubero
- Masisi
- Rutshuru
- Walikale et Nyiragongo

## Katanga

### Villes et leurs communes
- Ville de Kamina
  - Dimayi
  - Kamina
  - Sobongo

- Ville de Kalemie
  - Lac
  - Lukuga
  - Kalemie

- Ville de Kaoze
  - Kirungu
  - Moba Port
  - Murumbi

- Ville de Kasaji
  - Lueu
  - Lukoji
  - Tsimbundi

- Ville de Kipushi
  - Katapula
  - Kipushi

- Ville de Kolwezi
  - Dilala
  - Manika

- Ville de Kongolo
  - Kabinda
  - Kangoyi
  - Lwalaba

- Ville de Likasi
  - Panda
  - Kikula
  - Likasi
  - Shituru

- Ville de Lubumbashi
  - voir liste des communes de Lubumbashi

- Ville de Manono
  - Lukushi
  - Kanteba
  - Kaulu-Minono
  - Kitotolo

### Districts et leurs territoires
- District de Kolwezi
  - Kolwezi
  - Lubudi
  - Mutshatsha
- District du Lualaba
  - Dilolo
  - Kapanga
  - Sandoa
- District du Haut-Katanga
  - Kambove
  - Kasenga
  - Kipushi
  - Mitwaba
  - Pweto
  - Sakania
- District du Haut-Lomami
  - Bukama
  - Kabongo
  - Kamina
  - Kaniama
  - Malemba-Nkulu
- District du Tanganyika
  - Kabalo
  - Kalemie
  - Kongolo
  - Manono
  - Moba
  - Nyunzu

## Sud-Kivu

### Villes et leurs communes
- Ville de Baraka
  - Kalundja (limite : rivière Kandali, rivière Mkemakye, lac Tanganyika et montagne Makundu).
  - Katanga (limite : rivière Musimbakye, rivière Mutambala, rivière Lúé et lac Tanganyika).
  - Baraka Centre (limite : rivière Mkemakye, lac Tanganyika et montagne Efuma).

- Ville de Bukavu
  - Bagira
  - Ibanda
  - Kadutu
  - Kasha

- Ville de Kamituga
  - Bitanga
  - Mobale

- Ville de Shabunda
  - Kizikibi
  - Lupinga
  - Ngalubwe

- Ville d'Uvira
  - Kalundu
  - Kamvivira
  - Mulongwe

### Communes
En juin 2013, le statut de Commune est conféré à 15 agglomérations et cités de la Province du Sud-Kivu: Bulambika, Fizi, Hombo Sud, Kavumu, Kamanyola, Kiliba, Lulimba-Misisi, Lulingu, Luvungi, Minembwe, Minova, Nyangezi, Nyabibwe, Sange, Swima.

### Territoires
- Fizi
- Idjwi
- Kabare
- Kalehe
- Mwenga
- Shabunda
- Uvira
- Walungu

### Entités territoriales constituées
Minembwe et Bunyakiri sont deux entités territoriales constituées par le rassemblement congolais pour la Démocratie à proximité d'Uvira.

## Depuis 2015

### Province de la Sankuru
Depuis 2015, l'ancien district de Sankuru est érigé en province. Ci-dessous, tableau des entités administratives selon un code unique Pcode.
| Pcode | Subdivision                | Chef-lieu    | Superficie (km²) | Population (2016) |
| ----- | -------------------------- | ------------ | ---------------- | ----------------- |
| 8301  | Ville de Lusambo           | -            | -                | 33 277            |
| 8302  | Territoire de Lusambo      | Lusambo      | 16 508           | 1 174 104         |
| 8303  | Territoire de Lodja        | Lodja        | 12 054           | 697 345           |
| 8304  | Commune de Lodja           | -            | -                | 61 689            |
| 8305  | Ex-ville de Bena-Dibele    | Bena-Dibele  |                  |                   |
| 8306  | Territoire de Kole         | Kole         | 16 192           | 844 285           |
| 8307  | Territoire de Lomela       | Lomela       | 26 346           | 326 676           |
| 8308  | Territoire de Katako-Kombe | Katako-Kombe | 25 949           | 983 892           |
| 8309  | Territoire de Lubefu       | Lubefu       | 12 229           | 336 434           |
| 8311  | Ex-ville de Tshumbe        | Tshumbe      | -                | -                 |